# عزلة بني المصعب (المحويت)

تعديل مصدري - تعديل

عزلة بني المصعب هي إحدى عزل مديرية الرجم في محافظة المحويت اليمنية ويبلغ تعداد سكانها 5864 نسمة حسب التعداد السكاني في اليمن لعام 2004.

## روابط خارجية
- الجهاز المركزي للإحصاء بالجمهورية اليمنية
- المركز الوطني للمعلومات باليمن
- World Gazetteer:Yemen
- الدليل الشامل